# Língua pwo ocidental
Pwo Ocidental, ou  Pwo Delta, é uma língua Karen de Myanmar que tem estimados 210 mil falantes.  Não é inteligível com outras línguas Pwo. Há pouca variação dialetal.
Pwo Ocidental é um membro do grupo Pwo de línguas Karen. É falado por cerca de 210.000 pessoas no sul de Mianmar, particularmente nas regiões de Ayeyarwady, Bago e Yangon.

## Outros nomes
Pwo Ocidental também é conhecido como Pwo Ocidental Karen, Delta Pwo, Bassein Pwo Karen, Delta Pwo Karen, Mon Karen, Mon Kayin, Mutheit, Pathein Pwo Karen, Phlong, Phlong Sho, Pho, Shu ou Talaing Karen.

## Distribuição geográfica
Irauádi, cidades Einme, Maubin, Pathein, Twante, Kyonpyaw e Hinthada.

## Escrita
Pwo Ocidental é escrito com o alfabeto birmanês. Há alguma literatura no idioma, incluindo uma tradução da Bíblia e um dicionário> A alfabetização é ensinada nas igrejas e nas aulas de verão 

## Amostra de texto
လၧၧဖျိၩ့ဖျိၩ့အိၩ ၦမုၪလဂၩအဖိၪခွၫအီၪဝ့ၫကအီၪဝ့ၫဂၩဂီၩ့ အဝၩၥံၫဒၪခွံၬတၭ လၧဆၧကၪဆၧဂဲၩအဖၧၩ့ဘၪအီၪထးမုၪမဲၫလၧ အ၀ၩအလးခဲၫ့လီၫ. လါနၫ့ ၦမုၪယီၩ လၧအဖိၪခွၫ ကမိမၩနီၪ ကျ့ၭစၨၭမၩအ့ၪဝ့ၫအ့ၪဝ့ၫ လီၩ့ဘၪအ့ၪဝ့ၫအ့ၪဝ့ၫၥၭ ကိၭကၠၪဒ့ၭကၠၪဒ့ၭလီၫ.
Transliteração
Lə́ phlóuphlóu ó pəmï̀ lə ǧá ə phòkhwà àu wè kə ǧá ǧáun, ɓà àuthân mï̀mài lə́ ə wá əlânkhàin lɔ̀. Lânàn pəmï̀ yɔ́ lə́ ə phòkhwà kə mô má nɔ klɨʔsɨʔ má è wè, láun ɓà è wè ə ṯaʔ koʔ cà ɗeʔ lɔ̀.
Português
Há muito tempo, uma mulher teve um filho. Seu marido morreu, deixando-a para trás, e ela vivia como viúva em uma situação difícil. No entanto, essa mulher fez o possível para fazer o que seu filho queria e sempre o satisfazia. 